# Eddie Alvarez
Pour les articles homonymes, voir Alvarez.
Edward Alvarez dit Eddie Alvarez, né le 11 janvier 1984 à Philadelphie en Pennsylvanie, est un pratiquant américain d'arts martiaux mixtes (MMA). Il a combattu à l'Ultimate Fighting Championship où il fut champion de la division des poids légers en 2016. Il se bat présentement pour la ONE.

## Distinctions
- Ultimate Fighting Championship
  - Champion poids légers de l'UFC (2016)
  - Performance de la soirée (une fois)
- Bellator
  - Champions poids légers du Bellator
- BodogFIGHT
  - Champion poids mi-moyens du BodogFIGHT

## Palmarès en arts martiaux mixtes
| 40 combats     | 30 victoires | 8 défaites |
| Par KO         | 18           | 4          |
| Par soumission | 6            | 2          |
| Sur décision   | 6            | 2          |
| Sans décision  | 2            | 2          |

| Résultat      | Record | Adversaire         | Méthode                                     | Événement                              | Date              | Round | Temps | Lieu                                    | Notes                                                                  |
| ------------- | ------ | ------------------ | ------------------------------------------- | -------------------------------------- | ----------------- | ----- | ----- | --------------------------------------- | ---------------------------------------------------------------------- |
| Défaite       | 30-8-2 | Rae Yoon Ok        | Décision unanime                            | One Championship - One on TNT 4        | 28 avril 2021     | 3     | 5:00  | Kallang, Singapour                      |                                                                        |
| Sans décision | 30-7-2 | Iuri Lapicus       | Décision annulée                            | One Championship: One on TNT 1         | 7 avril 2021      | 1     | 1:02  | Kallang, Singapour                      |                                                                        |
| Victoire      | 30-7-1 | Eduard Folayang    | Soumission (étranglement en arrière)        | One Championship - Dawn of Heroes      | 2 août 2019       | 1     | 2:16  | Manille, Philippines                    |                                                                        |
| Défaite       | 29-7-1 | Timofey Nastyukhin | TKO (poings)                                | One Championship - A New Era           | 31 mars 2019      | 1     | 4:05  | Tokyo, Japon                            |                                                                        |
| Défaite       | 29-6-1 | Dustin Poirier     | TKO (poings)                                | UFC on Fox 30 - Alvarez vs. Poirier 2  | 28 juillet 2018   | 2     | 4:05  | Calgary, Alberta, Canada                |                                                                        |
| Victoire      | 29-5-1 | Justin Gaethje     | KO (coup de genou)                          | UFC 218 - Holloway vs. Aldo 2          | 2 décembre 2017   | 3     | 3:59  | Détroit, Michigan, États-Unis           |                                                                        |
| Sans décision | 28-5-1 | Dustin Poirier     | Sans décision (coup de genou illégal)       | UFC 211 - Miocic vs. Dos Santos 2      | 13 mai 2017       | 2     | 4:12  | Dallas, Texas, États-Unis               |                                                                        |
| Défaite       | 28-5   | Conor McGregor     | KO (coups de poing)                         | UFC 205: Alvarez vs. McGregor          | 12 novembre 2016  | 2     | 3:04  | New York, États-Unis                    | Perd le titre des poids légers de l'UFC.                               |
| Victoire      | 28-4   | Rafael dos Anjos   | TKO (coups de poing)                        | UFC Fight Night: dos Anjos vs. Alvarez | 7 juillet 2016    | 1     | 3:49  | Las Vegas, Nevada, États-Unis           | Remporte le titre des poids légers de l'UFC. Performance de la soirée. |
| Victoire      | 27-4   | Anthony Pettis     | Décision partagée                           | UFC Fight Night: Dillashaw vs. Cruz    | 17 janvier 2016   | 3     | 5:00  | Boston, Massachusetts, États-Unis       |                                                                        |
| Victoire      | 26-4   | Gilbert Melendez   | Décision partagée                           | UFC 188: Velasquez vs. Werdum          | 13 juin 2015      | 3     | 5:00  | Mexico, Mexique                         |                                                                        |
| Défaite       | 25-4   | Donald Cerrone     | Décision unanime                            | UFC 178: Johnson vs. Cariaso           | 27 septembre 2014 | 3     | 5:00  | Las Vegas, Nevada, États-Unis           |                                                                        |
| Victoire      | 25-3   | Michael Chandler   | Décision partagée                           | Bellator 106                           | 2 novembre 2013   | 5     | 5:00  | Long Beach, Californie, États-Unis      | Remporte le titre des poids légers du Bellator.                        |
| Victoire      | 24-3   | Patricky Freire    | TKO (head kick et coups de poing)           | Bellator 76                            | 12 octobre 2012   | 1     | 4:54  | Windsor, Ontario, Canada                |                                                                        |
| Victoire      | 23-3   | Shinya Aoki        | TKO (coups de poing)                        | Bellator 66                            | 20 avril 2012     | 1     | 2:14  | Cleveland, Ohio, États-Unis             |                                                                        |
| Défaite       | 22-3   | Michael Chandler   | Soumission (étranglement en arrière)        | Bellator 58                            | 19 novembre 2011  | 4     | 3:06  | Hollywood, Floride, États-Unis          | Perd le titre des poids légers du Bellator.                            |
| Victoire      | 22-2   | Pat Curran         | Décision unanime                            | Bellator 3                             | 2 avril 2011      | 5     | 5:00  | Uncasville, Connecticut, États-Unis     | Défend le titre des poids légers du Bellator.                          |
| Victoire      | 21-2   | Roger Huerta       | TKO (arrêt du médecin)                      | Bellator 33                            | 21 octobre 2010   | 2     | 5:00  | Philadelphie, Pennsylvanie, États-Unis  | Le titre n'est pas remis en jeu.                                       |
| Victoire      | 20-2   | Josh Neer          | Soumission technique (étranglement arrière) | Bellator 17                            | 6 mai 2010        | 2     | 2:08  | Boston, Massachusetts, États-Unis       | Le titre n'est pas remis en jeu.                                       |
| Victoire      | 19-2   | Katsunori Kikuno   | Soumission (étranglement bras-tête)         | Dream 12                               | 25 octobre 2009   | 2     | 3:42  | Osaka, Japon                            |                                                                        |
| Victoire      | 18-2   | Toby Imada         | Soumission (étranglement en arrière)        | Bellator 12                            | 19 juin 2009      | 2     | 0:38  | Hollywood, Floride, États-Unis          | Remporte le titre des poids légers du Bellator.                        |
| Victoire      | 17-2   | Eric Reynolds      | Soumission (étranglement en arrière)        | Bellator 5                             | 1er mai 2009      | 3     | 1:30  | Dayton, Ohio, États-Unis                |                                                                        |
| Victoire      | 16-2   | Greg Loughran      | Soumission (étranglement en guillotine)     | Bellator 1                             | 3 avril 2009      | 1     | 2:44  | Hollywood, Floride, États-Unis          |                                                                        |
| Défaite       | 15-2   | Shinya Aoki        | Soumission (clé de talon)                   | Dynamite!! 2008                        | 31 décembre 2008  | 1     | 1:32  | Saitama, Japon                          | Pour le titre des poids légers de la WAMMA.                            |
| Victoire      | 15-1   | Tatsuya Kawajiri   | TKO (coups de poing)                        | Dream 5                                | 21 juillet 2008   | 1     | 7:35  | Osaka, Japon                            |                                                                        |
| Victoire      | 14-1   | Joachim Hansen     | Décision unanime                            | Dream 3                                | 11 mai 2008       | 2     | 5:00  | Saitama, Japon                          |                                                                        |
| Victoire      | 13-1   | André Amado        | TKO (coups de poing)                        | Dream 1                                | 15 mars 2008      | 1     | 6:47  | Saitama, Japon                          | Début en poids légers.                                                 |
| Victoire      | 12-1   | Ross Ebañez        | TKO (coups de poing)                        | ShoXC: Elite Challenger Series         | 25 janvier 2008   | 2     | 2:32  | Atlantic City, New Jersey, États-Unis   |                                                                        |
| Victoire      | 11-1   | Matt Lee           | Décision unanime                            | BodogFIGHT: Alvarez vs. Lee            | 14 juillet 2007   | 3     | 5:00  | Trenton, New Jersey, États-Unis         |                                                                        |
| Défaite       | 10-1   | Nick Thompson      | TKO (coups de poing)                        | BodogFIGHT: Clash of the Nations       | 14 avril 2007     | 2     | 4:32  | Saint-Pétersbourg, Russie               | Perd le titre des poids mi-moyens du BodogFIGHT.                       |
| Victoire      | 10-0   | Scott Henze        | TKO (arrêt du coin)                         | BodogFIGHT: Costa Rica Combat          | 17 février 2007   | 1     | 4:13  | Costa Rica                              | Défend le titre des poids mi-moyens du BodogFIGHT.                     |
| Victoire      | 9-0    | Aaron Riley        | KO (coups de poing)                         | BodogFIGHT: USA vs. Russia             | 2 décembre 2006   | 1     | 1:05  | Vancouver, Colombie-Britannique, Canada | Remporte le titre des poids mi-moyens du BodogFIGHT.                   |
| Victoire      | 8-0    | Hidenobu Koike     | TKO (coups de poing)                        | MARS 4: New Deal                       | 26 août 2006      | 1     | 1:26  | Tokyo, Japon                            |                                                                        |
| Victoire      | 7-0    | Derrick Noble      | KO (coups de poing)                         | MFC: Russia vs. USA                    | 3 juin 2006       | 1     | 1:01  | Atlantic City, New Jersey, États-Unis   |                                                                        |
| Victoire      | 6-0    | Daisuke Hanazawa   | TKO (coups de poing)                        | Euphoria: USA vs. Japan                | 5 novembre 2005   | 1     | 1:01  | Atlantic City, New Jersey, États-Unis   |                                                                        |
| Victoire      | 5-0    | Danila Veselov     | TKO (coups de poing)                        | Euphoria: USA vs. Russia               | 14 mai 2005       | 2     | 2:15  | Atlantic City, New Jersey, États-Unis   |                                                                        |
| Victoire      | 4-0    | Seichi Ikemoto     | TKO (coups de poing)                        | Euphoria: USA vs. World                | 26 février 2005   | 2     | 1:25  | Atlantic City, New Jersey, États-Unis   |                                                                        |
| Victoire      | 3-0    | Chris Schlesinger  | Soumission (coups de poing)                 | Reality Fighting 7                     | 16 octobre 2004   | 1     | 1:00  | Atlantic City, New Jersey, États-Unis   | Remporte le titre inaugural des poids mi-moyens du Reality Fighting.   |
| Victoire      | 2-0    | Adam Fearon        | Soumission (coups de poing)                 | Ring of Combat 6                       | 24 avril 2004     | 1     | 2:06  | Elizabeth, New Jersey, États-Unis       |                                                                        |
| Victoire      | 1-0    | Anthony Ladonna    | KO (coups de poing)                         | Ring of Combat 5                       | 14 décembre 2003  | 1     | 3:57  | Elizabeth, New Jersey, États-Unis       |                                                                        |